# No More Ladies
No More Ladies ist ein US-amerikanischer Spielfilm mit Joan Crawford und Robert Montgomery in den Hauptrollen. Der Film ist mit seiner opulenten Ausstattung und der hervorragenden Besetzung selbst in den Nebenrollen ein gutes Beispiel für die exzellenten Produktionswerte, die MGM zur Verfügung standen.

## Handlung
Marcia ist eine junge, wohlhabende Frau, die auf dem feudalen Landsitz ihrer reichen Großmutter Fanny Townsend lebt. Sie ist nicht sonderlich glücklich mit ihrem Freund, dem stadtbekannten Playboy und Frauenheld Sheridan Warren. Ihre Romanze läuft nicht rund, da Sheridan nicht von anderen Frauen lassen kann. Obwohl alle Freunde und auch ihre Großmutter Marcia immer wieder warnen, sich dauerhaft mit Sheridan einzulassen, nimmt Marcia, im Grunde wider besseres Wissen, einen Heiratsantrag an. Vorher will sie jedoch die Treue ihres zukünftigen Ehemanns testen. Zum Schein flirtet sie mit Jim Salston und lädt zusätzlich noch Therese German, die aktuelle Geliebte von Sheridan, zu sich ein. Das Wochenende verbringen die vier Personen mit allerlei Ränken, Intrigen und viel Gerede. Am Ende finden die Paare zueinander, und Großmutter Fanny gibt ihren Widerstand gegen die Verbindung ihrer Enkelin auf.

## Hintergrund
Joan Crawford war noch in Stummfilmtagen als Darstellerin ausgelassener Mädchen, Flapper, in einer Serie von leichten Romanzen zu Ruhm gelangt. Zu Beginn der 1930er konnte sie ihren Status als Star durch den Rollenwechsel hin zur Heldin tränenreicher Melodramen weiter konsolidieren. Meist war Crawford als ambitionierte Frau zu sehen, die aus eigener Kraft widrige Umstände meistert und so den sozialen Aufstieg schafft und/oder durch Hartnäckigkeit gegen jedes Vorurteil ihr Glück mit einem Mann erkämpft.
Nach 1933 spezialisierte sich die Schauspielerin auf die Darstellung wohlhabender Frauen, die romantische Verwicklungen zwischen zwei Männern erleben und am Ende das wahre Glück finden, vorzugsweise in den Armen von Clark Gable. Allein 1934 war die Schauspielerin insgesamt drei Mal in mehr oder weniger identischen Situationen auf der Leinwand präsent: Die Filme Heirate nie beim ersten Mal, Sadie McKee und In goldenen Ketten unterscheiden sich kaum in der Grundprämisse, spielten jedoch alle sehr viel Geld an der Kinokasse ein.
Es war daher nur folgerichtig, wenn MGM die erprobte Formel erneut anwandte. No More Ladies ist mit viel Aufwand produziert. Erneut durchlebt Crawford die emotionalen Krisen in einer nicht enden wollenden Abfolge von spektakulären Kostümen des MGM-Chefdesigners Gilbert Adrian mit ständig wechselnden Frisuren und vor opulenten Studiokulissen, die allesamt von Cedric Gibbons entworfen wurden. Die Kameraführung tauchte die Szenen mittels des von MGM bevorzugten weichen Oberlichts in eine luxuriöse, weich gezeichnete Aura von Wohlstand und Gediegenheit. Gleichzeitig sind einige der besten Nebendarsteller von Hollywood verpflichtet, darunter Edna May Oliver und Gail Patrick. Allerdings begann durch die ständige Wiederholung derselben Situationen die Karriere von Crawford, wenn auch zunächst auf hohem Niveau, zu stagnieren. Zudem verliefen die Dreharbeiten problematisch. Das Drehbuch basiert auf einer wenig erfolgreichen Komödie, die es im Vorjahr mit Lucile Watson und Melvyn Douglas lediglich auf 176 Aufführungen gebracht hatte. Das Studio verpflichtete die bekannte Bühnenautorin Rachel Crowther für das Drehbuch, doch diese war unzufrieden mit den ständigen Einmischungen des Studios und verweigerte am Ende eine namentliche Nennung im Vorspann. Donald Ogden Stewart, einer der höchstbezahlten Drehbuchautoren in Hollywood, übernahm schließlich die Endfassung, was die schwankende Qualität der einzelnen Szenen und Dialoge erklären mag. Mitten in den Dreharbeiten erkrankte der Regisseur Edward H. Griffith, ein ausgewiesener Spezialist für romantische Melodramen, schwer. George Cukor übernahm die Regie, erhielt jedoch am Ende keine Nennung im Credit. Joan Fontaine, noch als Joan Burfield im Credit genannt, spielte eine ihrer ersten Rollen. Der Film kam am 14. Juni 1935 in den nationalen Verleih und wurde noch im gleichen Jahr unter dem Titel Schluss mit den Frauen in Österreich gezeigt. Die deutsche Erstaufführung erfolgte am 27. Mai 1936 im Berliner Gloria-Palast.
Joan Crawford war mit dem fertigen Ergebnis nicht sonderlich zufrieden. Gegenüber Roy Newquist befand sie:

„Ein weiterer meiner persönlichen Fehler--Ich interpretierte die Rolle falsch und ließ mir nicht von Cukor helfen (Ich kann ziemlich dickköpfig sein.)“

## Kinoauswertung
Kosten von 765.000 US-Dollar machten aus No More Ladies einen der bislang teuersten Crawford-Filme. Er spielte in den USA mit 1.117.000 US-Dollar eine sehr beachtliche Summe ein, ein Indiz für die unverändert hohe große Popularität Crawfords bei ihren Fans. Mit Auslandseinnahmen von 506.000 US-Dollar und einem kumulierten Gesamtergebnis von 1.623.000 US-Dollar konnte das Studio am Ende aufgrund der hohen Produktionskosten lediglich einen geringen Gewinn in Höhe von 166.000 US-Dollar realisieren, den niedrigsten Wert für einen Film der Schauspielerin seit Today We Live.

## Kritiken
Die meisten Kritiker waren nicht besonders angetan von dem Film und bemängelten die ständige Wiederholung des mittlerweile üblichen Crawford-Szenarios.
Andre Sennwald befand in der New York Times:

„Die Art von Klasse, die man für gewöhnlich mit einem großen K schreibt, wurde überreichlich in die Filmversion von  "No More Ladies" gesteckt[…]. Joan Crawford hat sie, Robert Montgomery hat sie, die Dialoge haben sie, Adrians Kostüme haben sie und die opulenten Kulissen von Metro-Goldwyn-Mayer haben sie. Der Film stammt aus derselben Glamourfabrik wie Miss Crawfords "Heirate nicht beim ersten Mal"“